# Jeanne Paquin

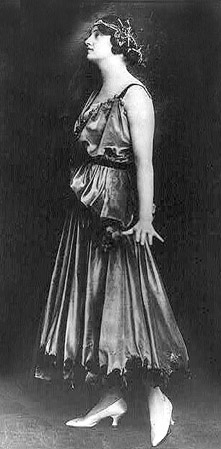
Abendkleid von Jeanne Paquin (1912)

Jeanne Paquin, auch bekannt als Madame Paquin (geborene Becker; * 23. Juni 1869 in Saint-Denis; † 28. August 1936 in Paris) war eine der ersten Modeschöpferinnen. Sie bestimmte über drei Jahrzehnte das Modegeschehen ihrer Zeit mit. Berühmt wurden ihre mit Pelz besetzten Kostüme und Mäntel.

## Leben
Nach einer Ausbildung zur Schneiderin in dem Pariser Modesalon von Christoph Drecoll gründete Jeanne Paquin 1891 ihr eigenes Modehaus in der Rue de la Paix 3. Unterstützt wurde sie dabei von ihrem Mann Isidore Paquin, einem Bankier, der auch die Geschäftsführung ihres Salons übernahm. Nach dessen Tod 1919 führte ihr Bruder Henri Joire die Geschäfte. Zu ihren Kundinnen zählten Berühmtheiten wie die Königin von Belgien und Wallis Simpson. Bekannt war sie für luxuriöse Abendkleider in zarten, fein abgestimmten Farben, pelzverbrämte Kostüme und Mäntel sowie eine Kollektion von Tangokleidern, mit der sie 1913 Aufsehen erregte.
Bereits 1900 war sie die Vorsitzende der Modenschau-Organisation der Pariser Weltausstellung, sie fungierte außerdem zeitweilig als Präsidentin der „Chambre Syndicale de la Couture Parisienne“. Aufgrund ihrer Verdienste um die französische Wirtschaft wurde sie im Jahr 1913 mit dem Kreuz der Ehrenlegion ausgezeichnet und war damit die erste Frau, die diese Anerkennung erhielt.

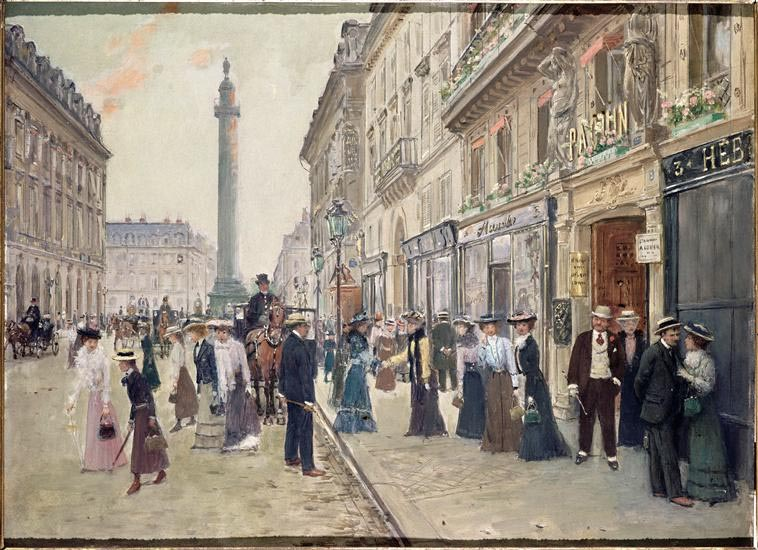
Eingang des Hauses Paquin in der Rue de la Paix (Gemälde von Jean Béraud, 1907)

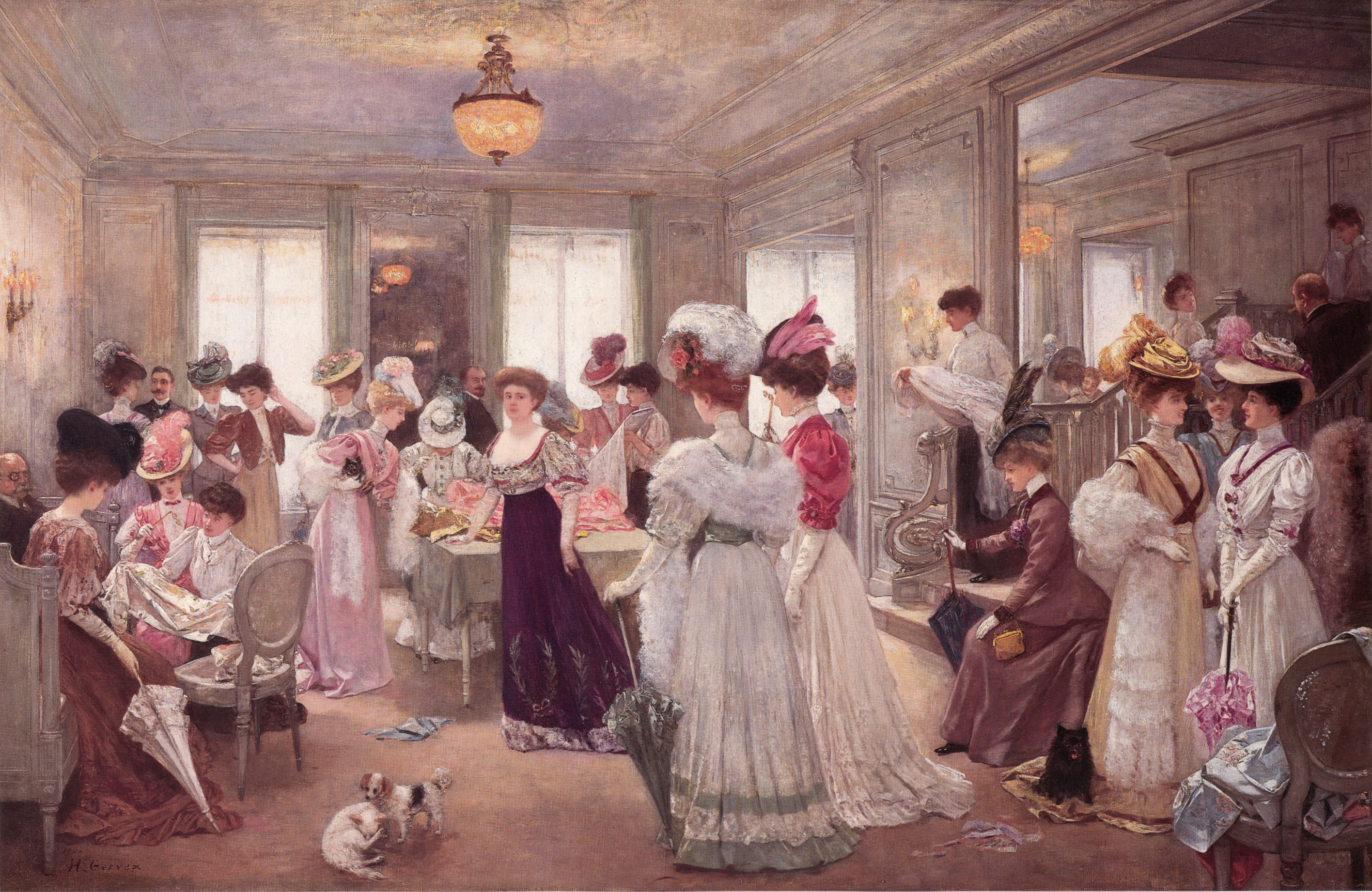
Fünf Uhr bei Paquin (Gemälde von Henri Gervex, 1906)

Sie eröffnete 1912 einen Salon in London, weitere Niederlassungen in Madrid und Buenos Aires sowie ein Pelzgeschäft in New York folgten. Sie war die erste Modeschöpferin, die zu Werbezwecken Mannequins zu den Pferderennen in Longchamp und Chantilly schickte. Außerdem unternahm sie nach dem Vorbild von Paul Poiret eine USA-Tournee mit vier Mannequins.
Aus ihrer Geschäftstätigkeit zog sie sich bereits 1920 wieder zurück. Nach ihrem Tod 1936 ging das von ihr gegründete Modehaus in den Besitz des Spaniers Antonio Castillo über. Die Firma existierte weiter, nun in der Rue du Faubourg-St-Honoré 120. 1953 kaufte Paquin das House of Worth. Am 1. Juli 1956 wurde die Firma liquidiert.
Eingang fand Jeanne Paquin auch in die Literatur. Marcel Proust erwähnt die Modeschöpferin in seinem Roman Auf der Suche nach der verlorenen Zeit. Dort erklärt einer der Romanfiguren anlässlich einer Diskussion über Eleganz, dass es außer den Schwestern Callot sowie Doucet, Chéruit und – wenn auch mit dem einschränkenden Hinweis „manchmal auch“ – Jeanne Paquin – nur schauderhafte Couturiers gebe.
Jeanne Paquin war mit dem Politiker Joseph Noulens verheiratet.
Paquin-Entwürfe aus der Zeitschrift La Gazette du Bon Ton:

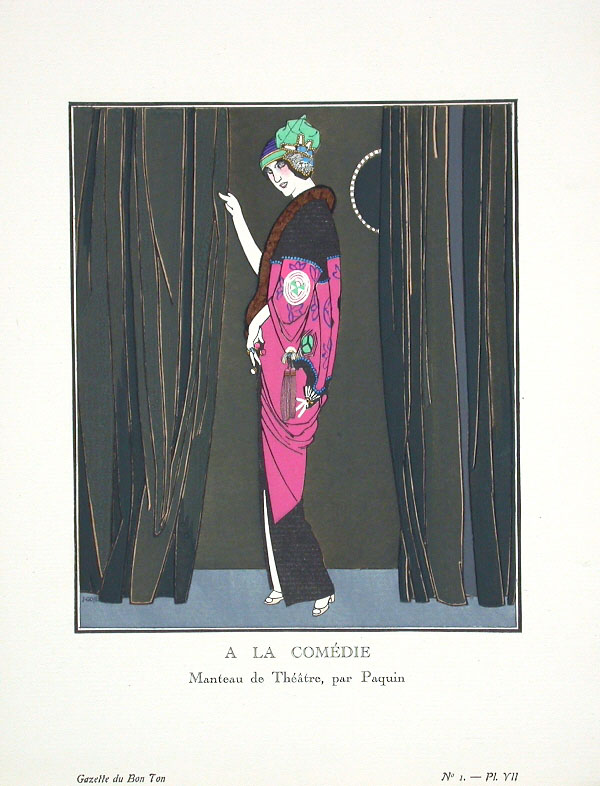
1913
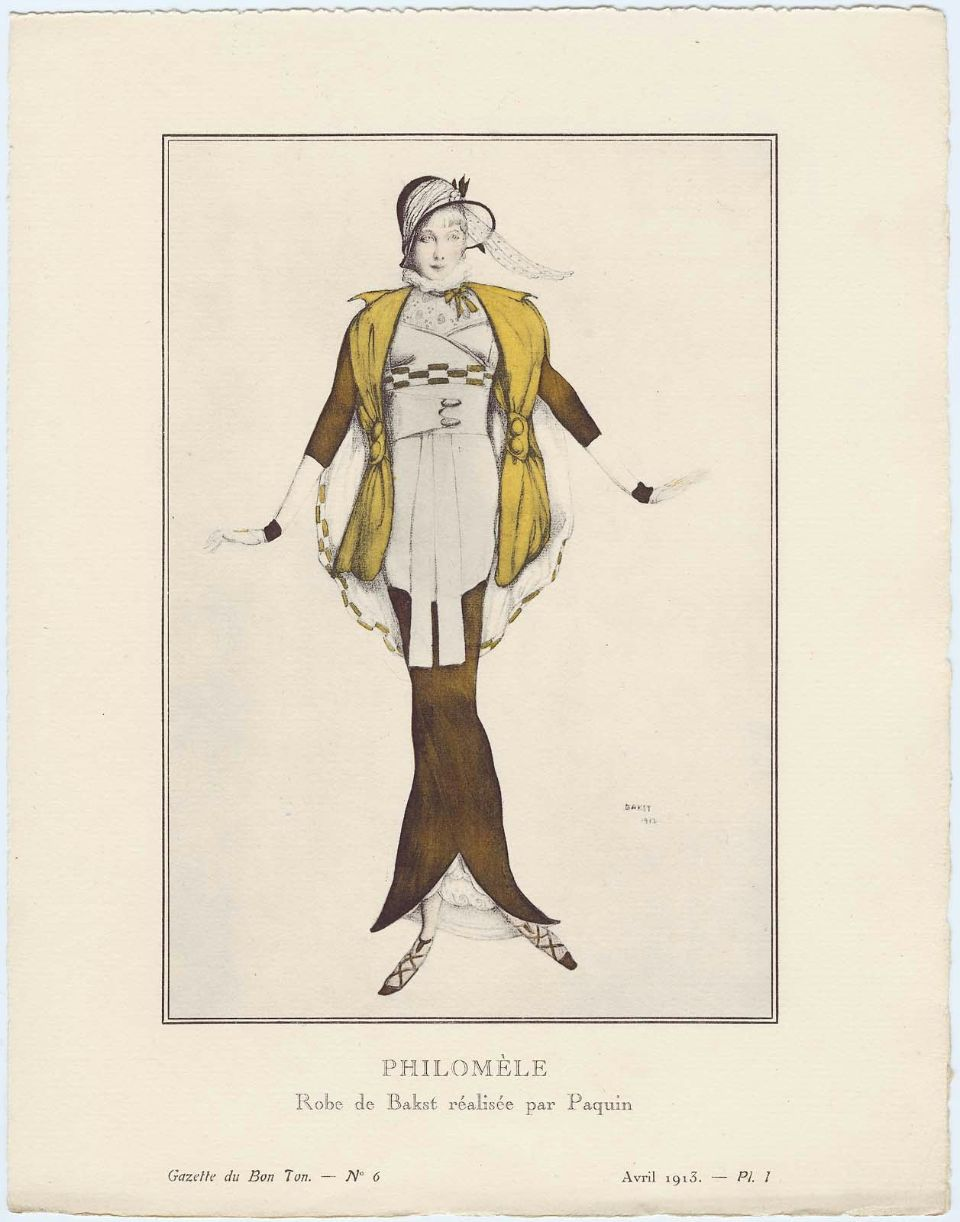
1913, Entwurf von Léon Bakst
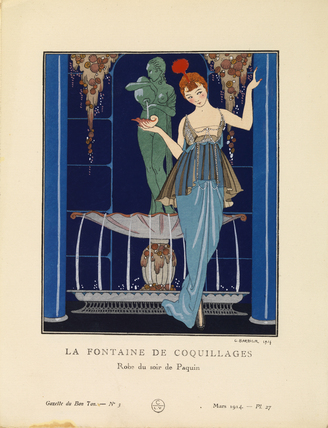
1914